# سیریل گیل‌هسپی
سیریل گیل‌هسپی (انگلیسی: Cyril Gilhespy; ۱۸ فوریهٔ ۱۸۹۸ – ۱۹۸۵ (۸۶−۸۷ سال)) بازیکن فوتبال اهل بریتانیا بود.
از باشگاه‌هایی که در آن بازی کرده‌است می‌توان به باشگاه فوتبال بلکبرن روورز، باشگاه فوتبال بریستول سیتی، باشگاه فوتبال منزفیلد تاون، باشگاه فوتبال لیورپول، باشگاه فوتبال ساندرلند، باشگاه فوتبال ردینگ، و باشگاه فوتبال کرو آلکساندرا اشاره کرد.